# Dimos Agia Paraskevi
Dimos Agia Paraskevi (Agia Paraskevi) är en kommun i Grekland.   Den ligger i prefekturen Nomarchía Athínas och regionen Attika, i den sydöstra delen av landet, 10 km öster om huvudstaden Aten. Antalet invånare är 59 704. Arean är 8,0 kvadratkilometer. Dimos Agia Paraskevi gränsar till Khalándrion.
Terrängen i Dimos Agia Paraskevi är platt åt nordväst, men åt sydost är den kuperad.